# Per Tyrsson
Per Tyrsson, var en svensk riksdagsman.

## Biografi
Per Tyrsson var son till trumpetaren Tyres Andersson och bror till borgmästaren Göran Tyresson Dyk i Linköping. Han arbedes som bonde i Fågelsrum i Horns socken och bodde där 1637–1665.
Per Tyrsson var riksdagsman vid Riksdagen 1650 för Kinda härad och Ydre härad.

### Familj
Per Tyrsson var gift med Anna Bosdotter (levde 1657–1671). De fick tillsammans barnen Jöns Persson, frälsefogden Bo Persson Dyk (1636–1716) och kyrkoherden Andreas Petri Dyk (1640–1697) i Skänninge.